# Вендельский период

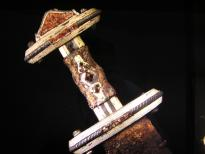
Меч вендельского периода из Вальсгерде

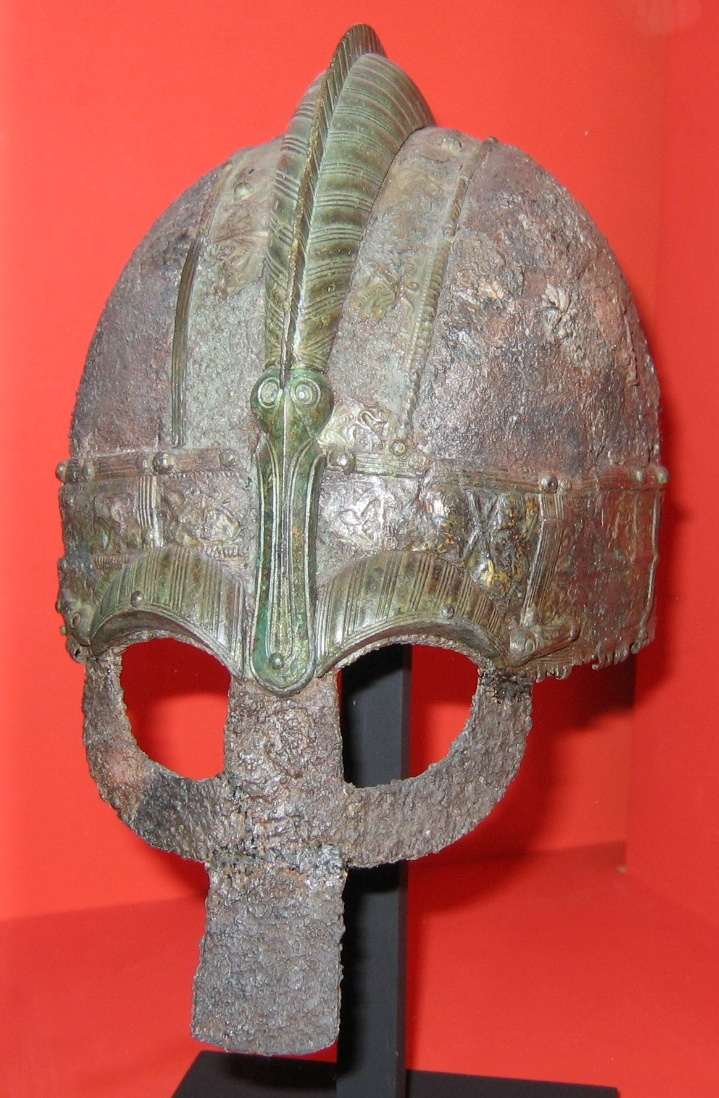
Шлем вендельского периода. Шведский музей национальных древностей.

Вендельский период в истории Швеции (550—793) — завершающий период германского железного века (или, в целом, эпохи великого переселения народов).
В Скандинавии всё ещё сохранялась традиционная патриархальная структура германского общества. Центром религиозной и политической жизни была, вероятно, Старая Уппсала в Уппланде (центрально-восточная часть Швеции), где находились священные рощи и Королевские курганы.
Поддерживались активные контакты с Центральной Европой. Скандинавы продолжали экспортировать мех и рабов. Взамен они приобретали предметы искусства и новые технологии, такие, как стремя.
Находки в Венделе и Вальсгерде показывают, что Уппланд в то время был важной территорией, соответствовавшей Королевству свеев, описанному в сагах. Частично богатство королевства было достигнуто за счёт контроля над районами горной добычи и производством железа. Свейские короли имели вооружённые дорогостоящим оружием войска, в том числе конницу. Археологами обнаружены относящиеся к тому времени гробницы конных воинов, в которые были вложены стремена, украшения для сёдел из позолоченной бронзы с инкрустацией.
Кони упоминаются в трудах готского историка VI века Иордана, который писал, что у свеев были лучшие лошади, если не считать тюрингов. Эти воины также упоминаются в более поздних сагах, где король Адильс всегда описывается как воевавший верхом (против как Онелы, так и Хрольфа Краки). Снорри Стурлусон писал, что у Адильса были лучшие лошади своего времени.
Популярностью пользовались игры, как показывают находки тавлей, в том числе пешек и игральных кубиков.
О. Хиейнстранд связывал элитные погребения в Швеции в VI—VIII веках с европейской континентальной традицией. Г. С. Лебедев, подчёркивая импортный характер наиболее дорогих вещей из погребений в Венделе и Вальсгерде, считал эти предметы либо рейнскими, либо британскими. Традиция захоронений в ладье прервалась в Венделе в первой половине IX века.